# Пулвеськ-Малий
Пулвеськ-Малий (пол. Półwiesk Mały) — село в Польщі, у гміні Вомпельськ Рипінського повіту Куявсько-Поморського воєводства.
Населення — 229 осіб (2011).
У 1975-1998 роках село належало до Торунського воєводства.

## Демографія
Демографічна структура станом на 31 березня 2011 року:
|          | Загалом | Допрацездатний вік | Працездатний вік | Постпрацездатний вік |
| -------- | ------- | ------------------ | ---------------- | -------------------- |
| Чоловіки | 132     | 41                 | 77               | 14                   |
| Жінки    | 97      | 24                 | 47               | 26                   |
| Разом    | 229     | 65                 | 124              | 40                   |